# Ludvík Ráža
Ludvík Ráža (* 3. Oktober 1929 in Mukačevo, damals Tschechoslowakei; † 4. Oktober 2000 in Prag, Tschechien) war ein tschechischer Filmregisseur und Drehbuchautor.

## Biografie
Nach dem Zweiten Weltkrieg absolvierte Ludvík Ráža sein Abitur in Prag und arbeitete einige Jahre als Hauslehrer in Cheb. Ab 1953 studierte er an der Akademie der musischen Künste in Prag und war von 1958 bis 1991 beim Tschechoslowakischen Fernsehen beschäftigt. Sein Debüt als Filmregisseur gab er 1963 mit dem von ihm geschriebenen Familienfernsehfilm Podivný pan Barnabášek. Ab 1964 war er der Leiter der Programmsparte Jugendfilm. Daher wurde er im deutschsprachigen Raum vor allen Dingen durch seine Jugendfilme und Märchenverfilmungen wie Der Reisekamerad und Schneewittchen und das Geheimnis der Zwerge bekannt.
Am 4. Oktober 2000, einen Tag nach seinem 71. Geburtstag, verstarb Ráža an den Folgen seiner Krebserkrankung. Er war  einmal verheiratet. Seine Tochter arbeitete später ebenfalls beim Film als Kostümbildnerin.

## Filmografie (Auswahl)
- 1963: Podivný pan Barnabášek
- 1976: Odysseus und die Sterne (Odysseus a hvězdy)
- 1979: Das Geheimnis der stählernen Stadt (Tajemství ocelového města)
- 1979: Ein Vampir im Hochhaus (Upír ve věžáku)
- 1981: Das Rätsel der leeren Urne (Něco je ve vzduchu)
- 1982: Der Letzte fährt zur Hölle (Poslední propadne peklu)
- 1984: Das fremde Mädchen (Cizí holka)
- 1984: Ein Haus mit tausend Gesichtern (My všichni školou povinní) (Fernsehserie)
- 1985: Monika und das Fohlen mit dem Sternchen (Monika a hříbě s hvězdičkou)
- 1988: Der dritte Vater (Třetí táta)
- 1990–1991: Das Geheimnis der weißen Hirsche (Území bílých králů) (Fernsehserie, sieben Folgen)
- 1990: Der Reisekamerad (Vandronik)
- 1992: Schneewittchen und das Geheimnis der Zwerge (Sněhurka a sedm trpaslíků)
- 1993: Die sieben Raben (Sedmero krkavců)